# Alexandre Bourgeois d'Orvanne
Alexandre Bourgeois d'Orvanne était un homme d'affaires français de La Nouvelle-Orléans et du Texas dans les années 1830 et 1840.

## Biographie
Il faisait partie des cinq entrepreneurs à avoir reçu d'importants dons de Sam Houston, le président de la république du Texas, les autres étant Henri Castro, Pirson, Henry Fisher et Kennedy. Chargé de trouver pour la république du Texas un prêt d'un million de dollars, il n'y est parvenu. Grâce à ce prêt, la république du Texas a pu augmenter son endettement, ce qui lui a ensuite permis de rejoindre les États-Unis en 1845. La France y était représentée par Jean Pierre Isidore Alphonse Dubois de Saligny.
Ancien maire de Clichy-la-Garenne, lié aux milieux du commerce français, envoyé de manière semi-officielle par le ministre français du commerce, il était associé à Armand Ducos, ancien sous-préfet. Ils repartirent en Europe au printemps 1843 pour réunir des colons. Le 3 juin 1842, ils avaient obtenu un million d'acres de terres, juste à côté de l'espace quatre fois plus petit obtenu par Henri Castro, et celui de Kennedy, avec la même obligation : faire venir 1 200 colons au moins d'ici 18 mois.
Il avait obtenu deux dons de terre, l'un dans le bas du Rio Grande et l'autre le long de la Rivière Medina. Il a finalement revendu le 19 septembre 1843 ses terres à l'Adelsverein, une association regroupant 32 nobles allemands, organisés en compagnie à Biebrich sur le Rhin en avril 1842.
Plus tard, on le retrouve commissaire général de police à Alger (1851). Il demeure à Paris en 1865.